# Ramez Tebet
Ramez Tebet   (Três Lagoas, 7 de novembre de 1936 - Campo Grande, 17 de novembre de 2006) va ser un professor, advocat, fiscal, sociòleg i polític brasiler d'ascendència libanesa, afiliat al Partit del Moviment Democràtic Brasiler (PMDB). Va ser president del Senat Federal, ministre d'Integració Nacional durant el govern de Fernando Henrique Cardoso, governador i diputat estatal de Mato Grosso do Sul i alcalde del seu municipi natal.
La seva filla, Simone Tebet, va candidatar-se a les eleccions presidencials de 2022, sent la tercera candidata més votada en la primera volta.